# 贡密县
贡密县，一译贡铭县，是柬埔寨磅湛省下辖的一个县。
这里有一座关于红色高棉大屠杀的纪念馆。